# Фюрстенберг, Иоганн Вильгельм фон
И́оганн Ви́льгельм фон Фю́рстенберг (нем. Johann Wilhelm von Fürstenberg) (1500, Нехайм — не ранее 1568, Россия) — предпоследний ландмейстер Тевтонского ордена в Ливонии и глава Ливонской конфедерации (июнь 1557 — сентябрь 1559).

## Происхождение
Вильгельм фон Фюрстенберг родился в семье нехаймского дроста с таким же именем и его жены Софии фон Виттен. В то время как его брат Георг воспитывался в качестве преемника своего отца на посту дроста, Вильям уже около 14-16 лет был отправлен на воспитание в Тевтонский орден — так было принято для младших сыновей дворян Вестфалии (в том числе многих ветвей семьи Фюрстенбергов) — не случайно, что в XVI веке большинство членов ордена было из этого региона. Вильгельм был направлен в Ливонию, где со временем стал играть важную роль.

## Коадъютор
В 1523 году Вильгельм стал виночерпием (должность аналогичная кравчию) в крепости Ашераден. В 1535—1554 годах был комтуром (главой округа) Динабурга, где ему приходилось постоянно разрешать приграничные конфликты с соседним Великим княжеством Литовским. В 1554—1557 годах был комтуром Феллина. В 1556-м занял должность коадъютора (заместителя) ландмейстера Генриха фон Галена, однако, реальная власть уже тогда находилась в его руках в связи со старостью последнего.
Его политика была направлена на сохранение независимости ордена. Сближение с Пруссией, Россией и Литвой отклонялось. Напротив, возросли дипломатические контакты с Данией и Швецией.
В 1556 году вследствие нависшей над Ливонской конфедерацией реальной угрозой повторения судьбы Пруссии — то есть секуляризации и дальнейшей подчинённости польско-литовскому союзу, — разразилась так называемая «война коадъюторов». Ландмейстер Ливонского ордена Генрих фон Гален (ок. 1480—1557) из-за назначения коадъютором Рижского архиепископа Вильгельма Бранденбургского родственника польского короля Сигизмунда II Августа, лютеранина, епископа Ратцебургского герцога Христофора Мекленбург-Шверинского, на ландтаге объявил войну архиепископу, расценил его шаг как движение к передаче Ливонии под власть Польши.
Будучи приверженцем союза с Польшей, дипломат и комтур Динабурга Готхард Кетлер в этой междоусобице сохранил верность руководству ордена и в 1556 г. отправился в германские земли вербовать ландскнехтов. Несколько переправленных им отрядов сформировали войско во главе с Фюрстенбергом, которому летом 1556 г. удалось пленить архиепископа и захватить многие его владения. Это спровоцировало ответные действия короля Сигизмунда, выдвинувшего к границам Ливонского ордена крупную армию весной следующего года. Под таким давлением Фюрстенберг в мае 1557 г. был вынужден заключить в Посволе мирный договор с противником, признав все его права и обязавшись возместить нанесённый ущерб. В заключении этого договора посредническую роль сыграл Кетлер: находясь во время переговоров в Германии, он через своих сторонников убеждал Фюрстенберга и руководство ордена пойти на компромисс. 

## Ландмейстер
20 мая 1557 года Вильгельм фон Фюрстенберг стал преемником умершего Галена на посту ландмейстера Ливонского ордена. Первоначальные успехи Ордена в войне коадъюторов были сведены на нет вмешательством короля польского и великого князя литовского Сигизмунда II Августа. Не имея никакой возможности справиться с крупным литовско-польско-прусским войском, и к тому же испытывая давление со стороны усиливающегося Русского царства, Вильгельм Фюрстенберг был вынужден пойти на продиктованный Сигизмундом Позвольский мир, и подписал 14 сентября 1557 года в лагере армии Сигизмунда II августа около Позволя три соответствующих договора.
Одним из них был договор об оборонительно-наступательном союзе, направленном против Русского царства. Иван Грозный рассмотрел это как нарушение Ливонией мирного договора и 17 января 1558 года начал войну с орденом. Армия ордена состояла из едва боеспособных его членов и, в основном, из наёмников и была в целом слабой. Поиски Фюрстенбергом помощи у Швеции, Дании, Священной Римской империи, а позднее и у Литвы оказались тщетными. Русские войска без каких-либо крупных потерь взяли Нарву и Дорпат. На территории ордена росло беспокойство.
Напуганные успехами противника члены ордена на собрании в Валке в июле 1558 г. выдвинули Кетлера в коадъюторы Фюрстенберга. Ландмейстер продолжал надеяться на помощь Швеции и Дании, Кетлер же высказывался за сотрудничество с Сигизмундом II. Фюрстенберг потерпел крах, тогда как Кетлеру удалось временно стабилизировать военную ситуацию — отныне ведущая роль в политике ордена перешла к нему. Через территориальные уступки и переход ордена под протекторат удалось заключить союз с Сигизмундом II, а также Швецией. Как следствие, Фюрстенберг на ландтаге в Вендене 21 октября 1559 года был вынужден отречься от ландмейстерства в пользу Кетлера. Однако Вильгельм сохранил ключевые посты в ордене. В апреле 1560 он вновь стал главой большого комтурства Феллина, который был сильной и важной крепостью.

## Плен
Тем не менее, надежды на активную поддержку Польши и Литвы не оправдались и русские войска заняли большую часть Ливонии. Значительная часть членов Тевтонского ордена и наёмников были убиты в сражениях или казнены. Русские войска осадили Феллин. Вильгельму фон Фюрстенбергу 2 недели удавалось держать оборону, но мятеж и измена наёмников вынудили его сдать крепость. Фюрстенберг в августе 1560 года был взят в плен. 5 марта 1562 года территории ордена были секуляризованы и образовано Герцогство Курляндии и Семигалии во главе с Кетлером, зависимое от Великого княжества Литовского.
Вильгельм был отослан в русский город Любим. Условия его содержания, по-видимому, были не строгими. Дипломатические усилия Тевтонского ордена вызволить его из плена ни к чему не привели. Иван IV сделал ему предложение стать герцогом зависимого от России светского государство в Ливонии, когда будет достигнута победа над претендующими на неё Литвой и Швецией. Фюрстенберг это предложение отклонил. Последним сообщением о нём стало прошение ордена об его освобождении от 2 января 1568 года.

## Сочинения
В 1936 году в Риге в составе сборника «Baltische Texte der Frühzeit» были изданы религиозные стихи Вильгельма фон Фюрстенберга «Ein schön geistlick ledt dorch Wylhelm Forstenberch in Lyfflandt».